# Emil Österman

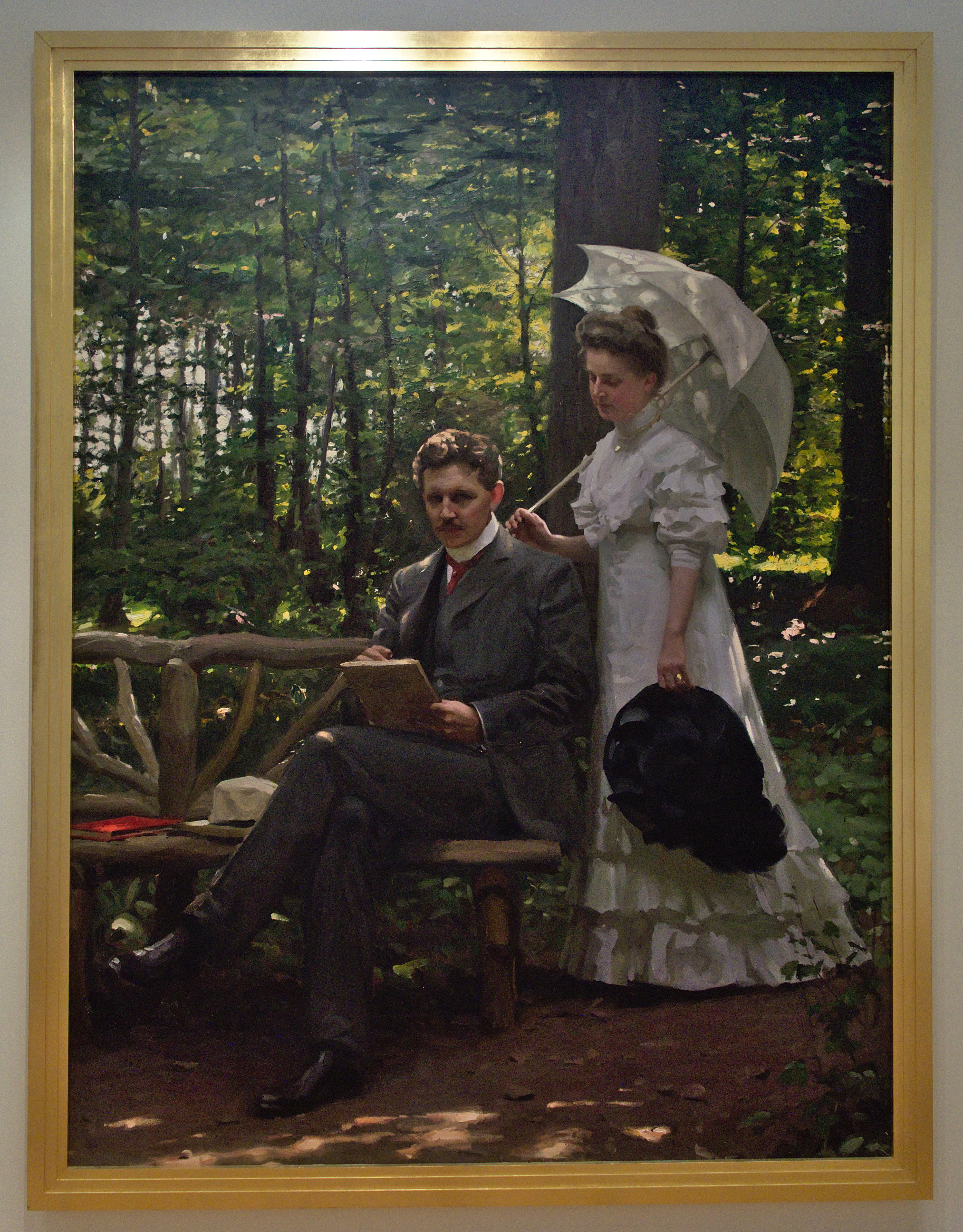
"Emil och Emelie Österman", cirka två meter högt självporträtt som finns i Eskilstuna konstmuseum.

Carl Emil Österman, född den 11 januari 1870 i Finninge, Västra Vingåker, död den 8 mars 1927 i Stockholm, var en svensk målare, tecknare, grafiker och vice professor vid Konstakademien. 
Han var son till färgeriverkmästaren Carl Ludvig Andersson och Emelie Österman och från 1903 gift med Emilie Brock samt tvillingbror till Bernhard Österman. Han studerade vid Konstakademien i Stockholm 1890–1893, då han vann kungliga medaljen för Fersens mord. Med ett antal större resestipendier gällande fyra år kunde han under åren 1894–1898 bedriva studier i bland annat Italien, Nederländerna, Belgien, Frankrike, Tyskland och Spanien. Han blev ledamot av Konstakademien 1900 och var extralärare vid akademiens läroverk 1901–1908 samt utsågs till vice professor i målning 1914. Samtidigt som han undervisade vid akademien deltog han i en av Axel Tallbergs etsningskurser och utförde därefter ett antal porträtt i etsning. Han var Sveriges officielle kommissarie vid de internationella konstutställningarna i München 1905, 1909 och 1913 samt kommissarie vid konstutställningarna i Wien 1910 och Brighton 1911. Liksom sin bror blev han på kort tid en högt skattad porträttör inom officiella, aristokratiska och intellektuella kretsar. Hans tidiga arbeten räknas som konstnärligt bäst och har mycket stora likheter med broderns måleri. Han var medlem i Svenska konstnärernas förening samt Konstnärsklubben i Stockholm och medverkade från 1894 ett flertal gånger i Svenska konstnärernas förenings utställningar i Stockholm, Han var representerad vid Biennalerna i Venedig 1901 och 1926, en utställning hos Schulte i Berlin 1906, en samlingsutställning i Wien 1910, Baltiska utställningen 1914, den svenska konstutställningen på Charlottenborg i Köpenhamn 1916 samt en samlingsutställning på Nordiska bokhandeln i Stockholm 1922 och en svensk samlingsutställning i London 1924. Tillsammans med sin bror ställde han ut i Stockholm 1903. En minnesutställning med hans konst visades på Konstakademien i Stockholm 1928. Österman är representerad vid en rad privatsamlingar, organisationer, företag samt Nationalmuseum, Nordiska museet, Konstakademin, Stockholms slott, Stockholms stadshus, Vetenskapsakademien, Sörmlands museum, Eskilstuna konstmuseum och Uppsala universitetsbibliotek. 
Han är begravd på Norra begravningsplatsen utanför Stockholm.  821-822
Bland hans alster kan nämnas: 
- Gammal fru (1899, Nationalmuseum[16].
- Konung Oscar II (1899 och flera senare, ett i Nordiska museet).
- Målaren Edward Rosenberg (1901, Nationalmuseum),
- Målaren Johan Reinhold Norstedt (1902, Konstakademien),
- Konstnärens hustru (1906).
- Professor Carl Peter Curman (1908).
- Statsminister Arvid Lindman (1909).
- Dubbelporträttet Efter middagen (1909).
- Konung Gustaf V (1912, Stockholms slott).
- Greve Fredrik Wachtmeister (1916, Konstakademien).

Den stora figurrika målningen I min ateljé (utställd 1917) framställer ett talrikt aftonsällskap av konstnärer och damer, lyssnande på ett humoristiskt föredrag. Österman blev ledamot av Konstakademien 1900, extra lärare vid Konsthögskolan 1902 och vice professor 1914.

## Bildgalleri

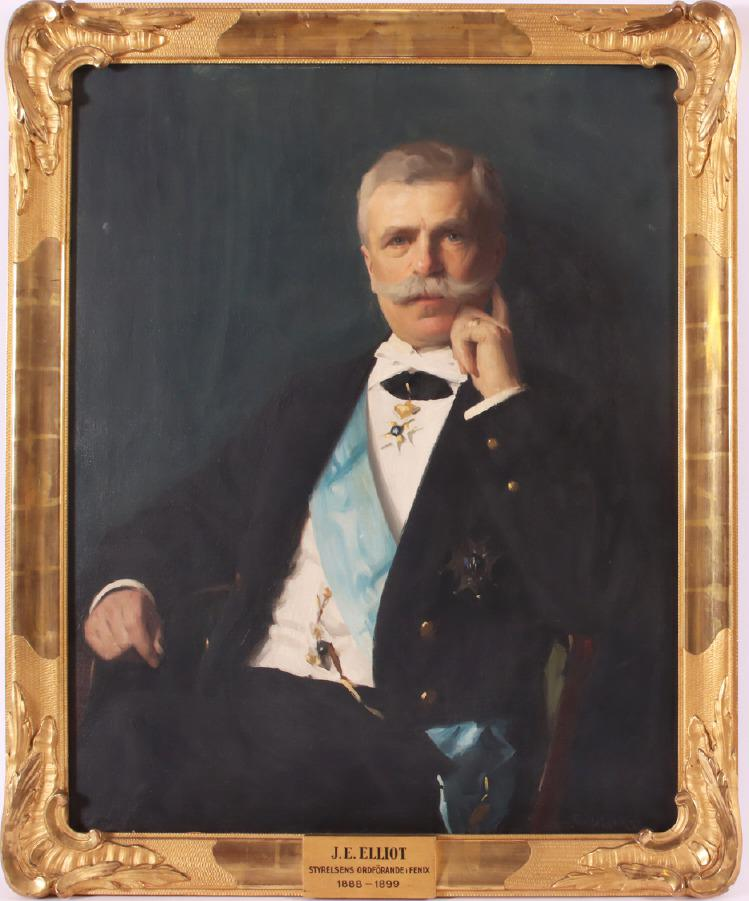
Erik Elliot ca 1905.
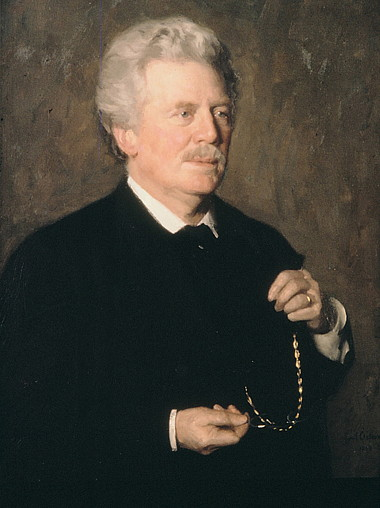
Gustaf Retzius 1907.
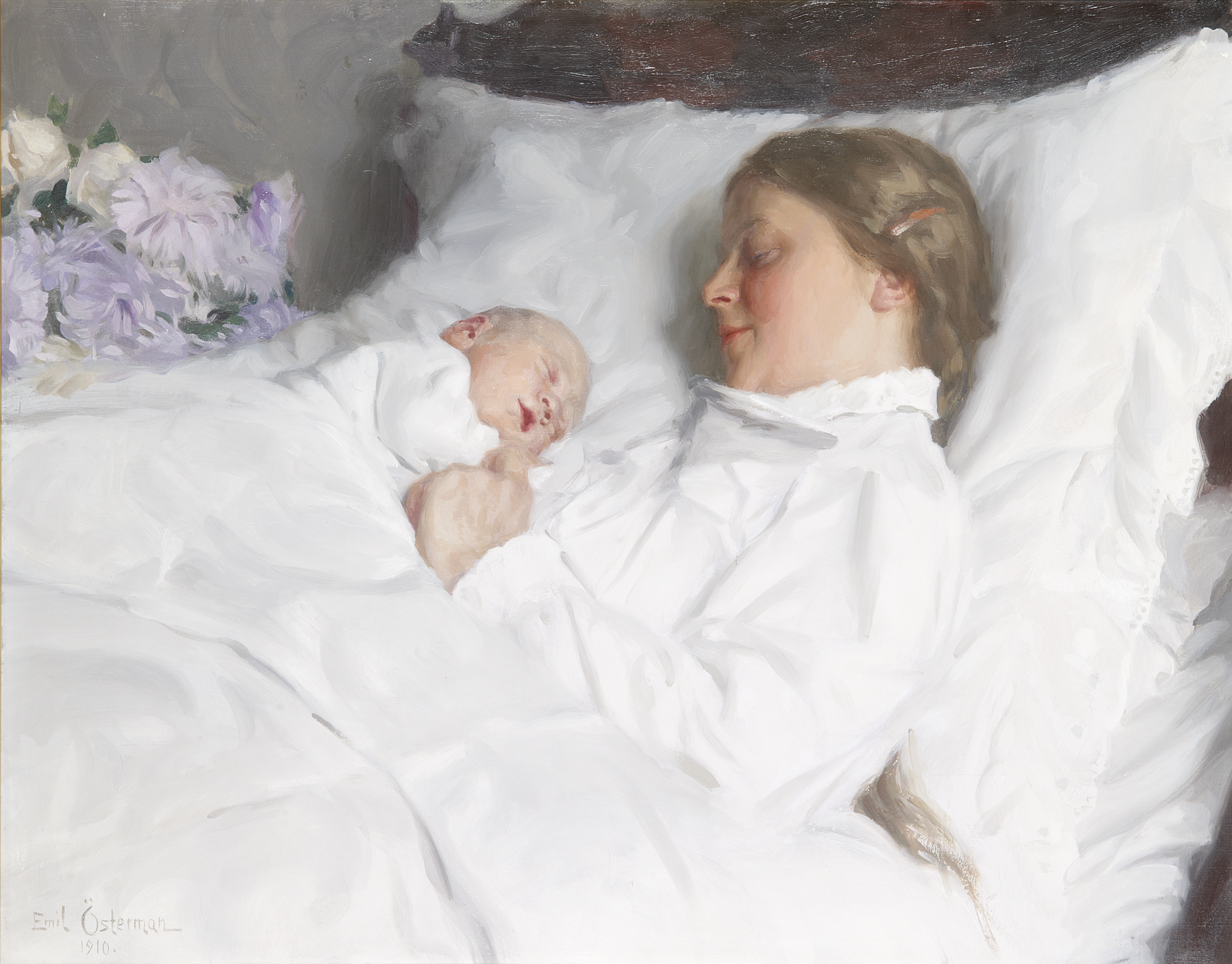
Mor och barn (1910). Sannolikt konstnärens hustru Emelie och sonen Carl Gustaf.
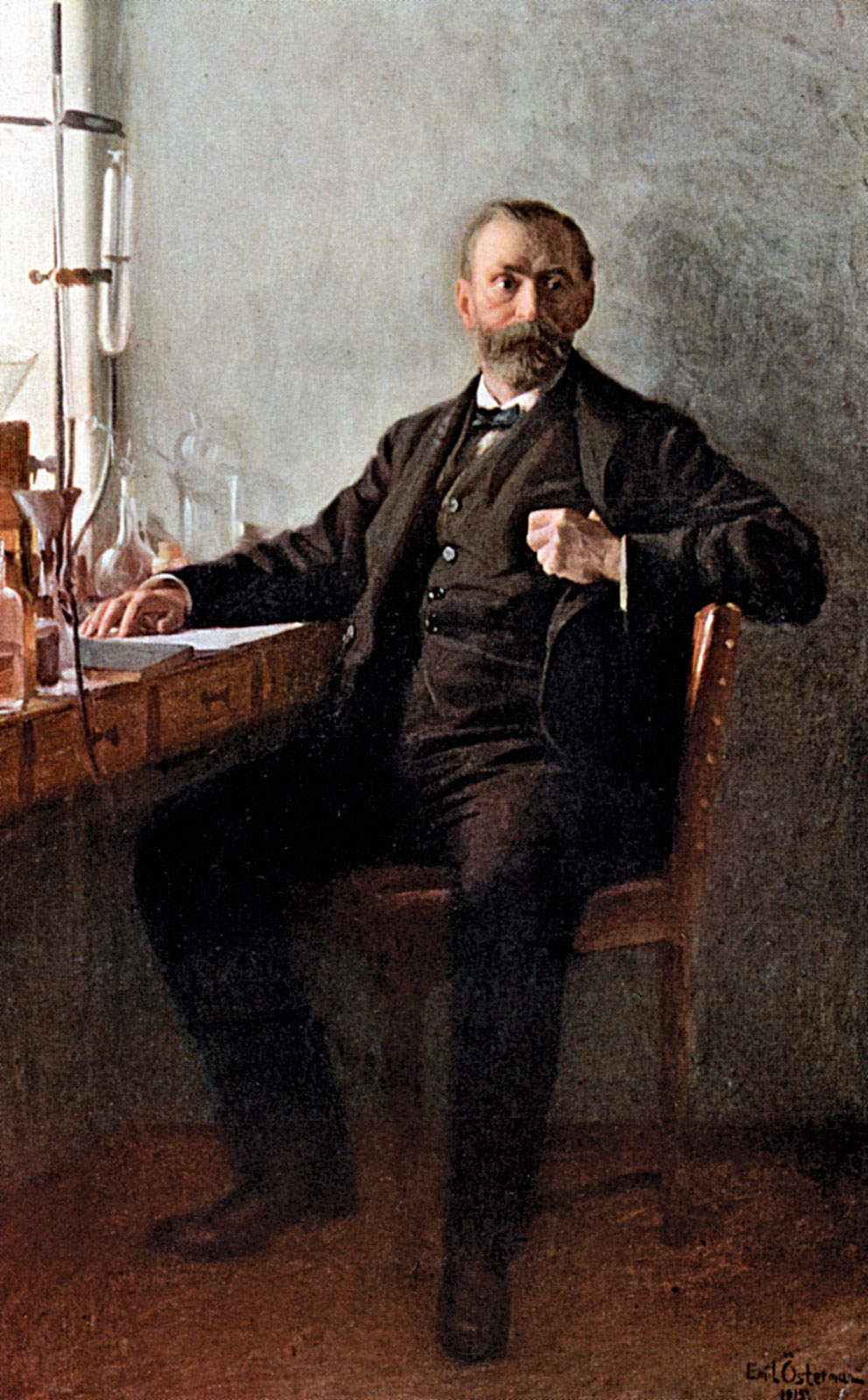
Alfred Nobel (1915).
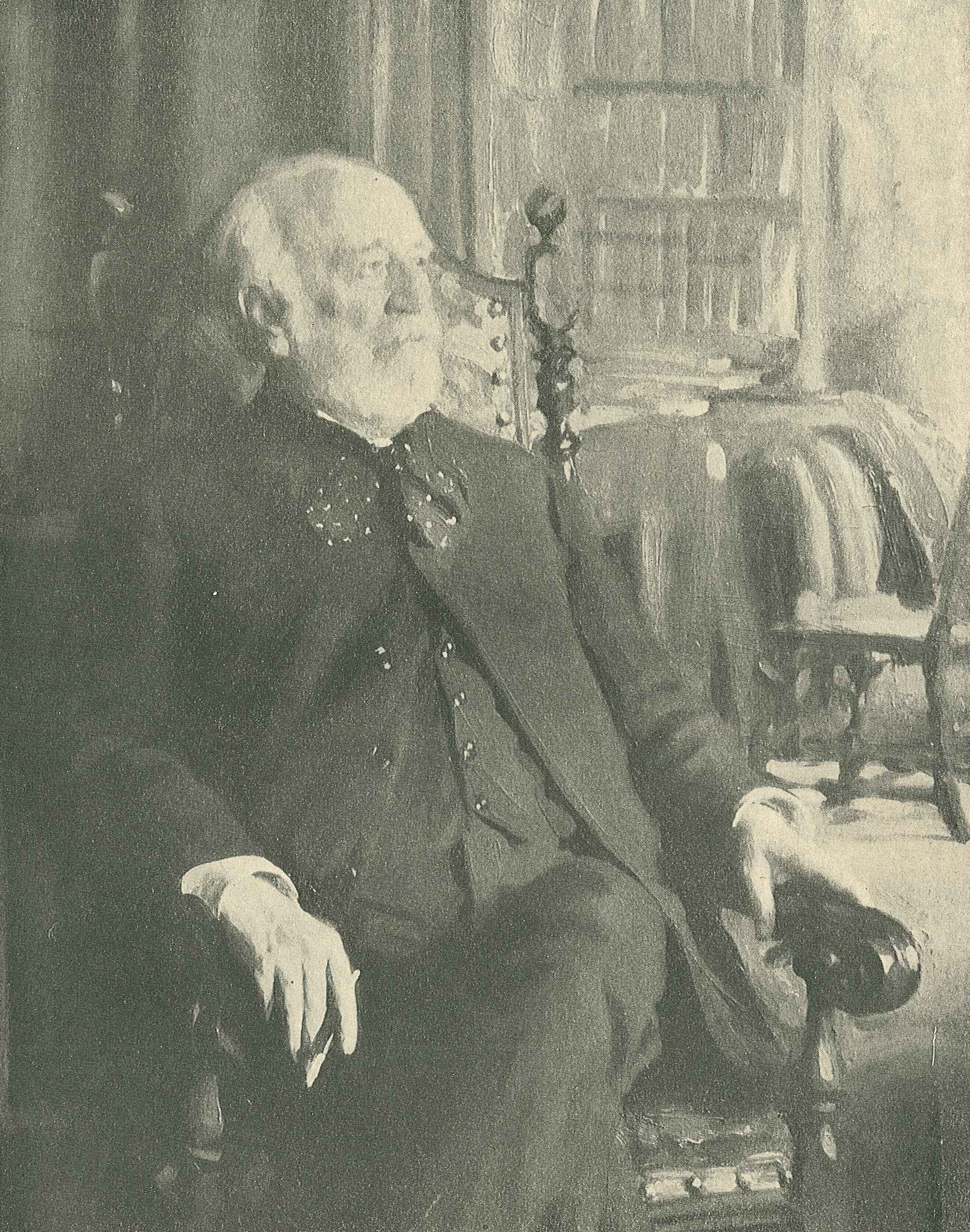
Porträtt av Carl Curman.
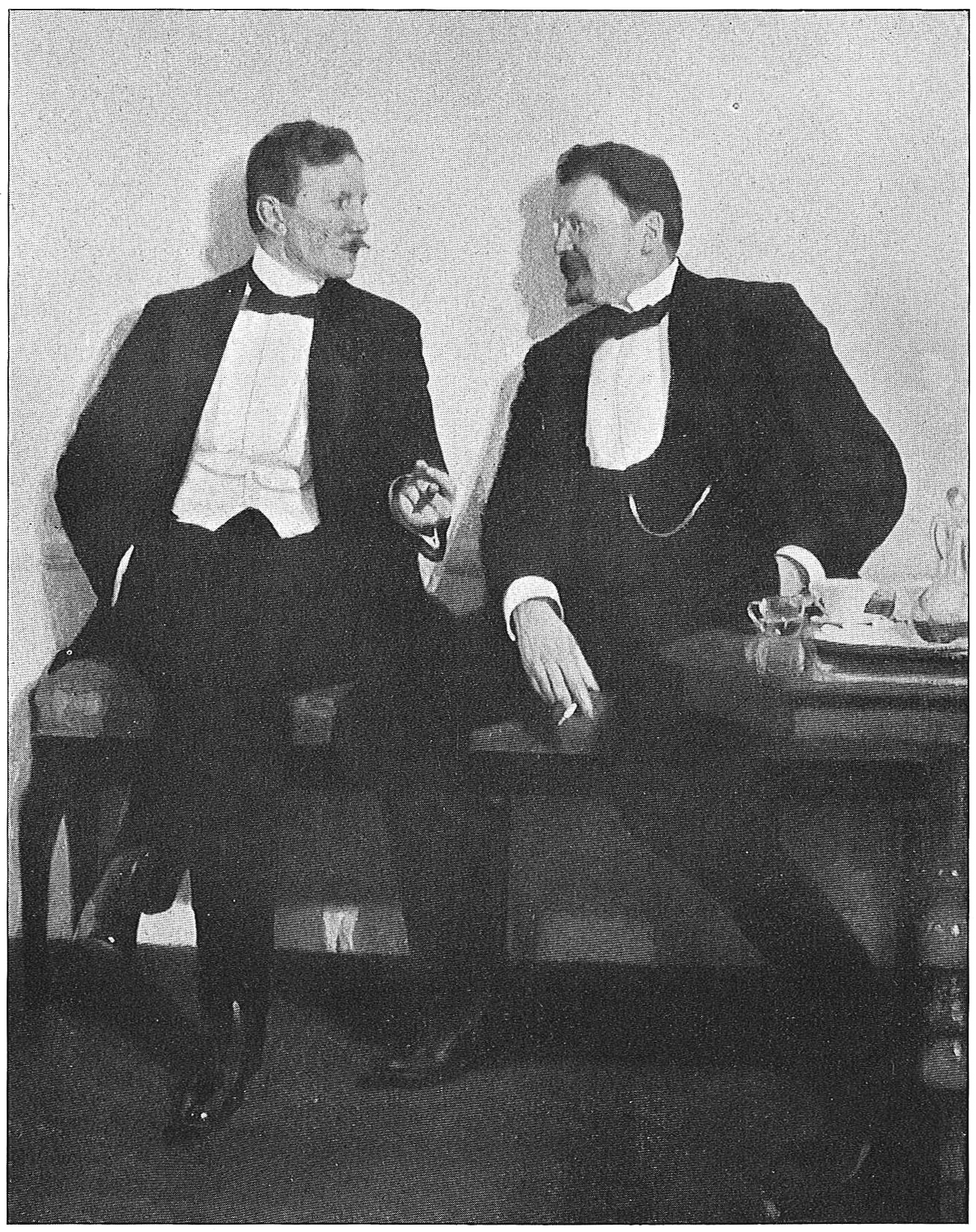
Porträtt av brodern Bernhard Österman och gravören Erik Lindberg.
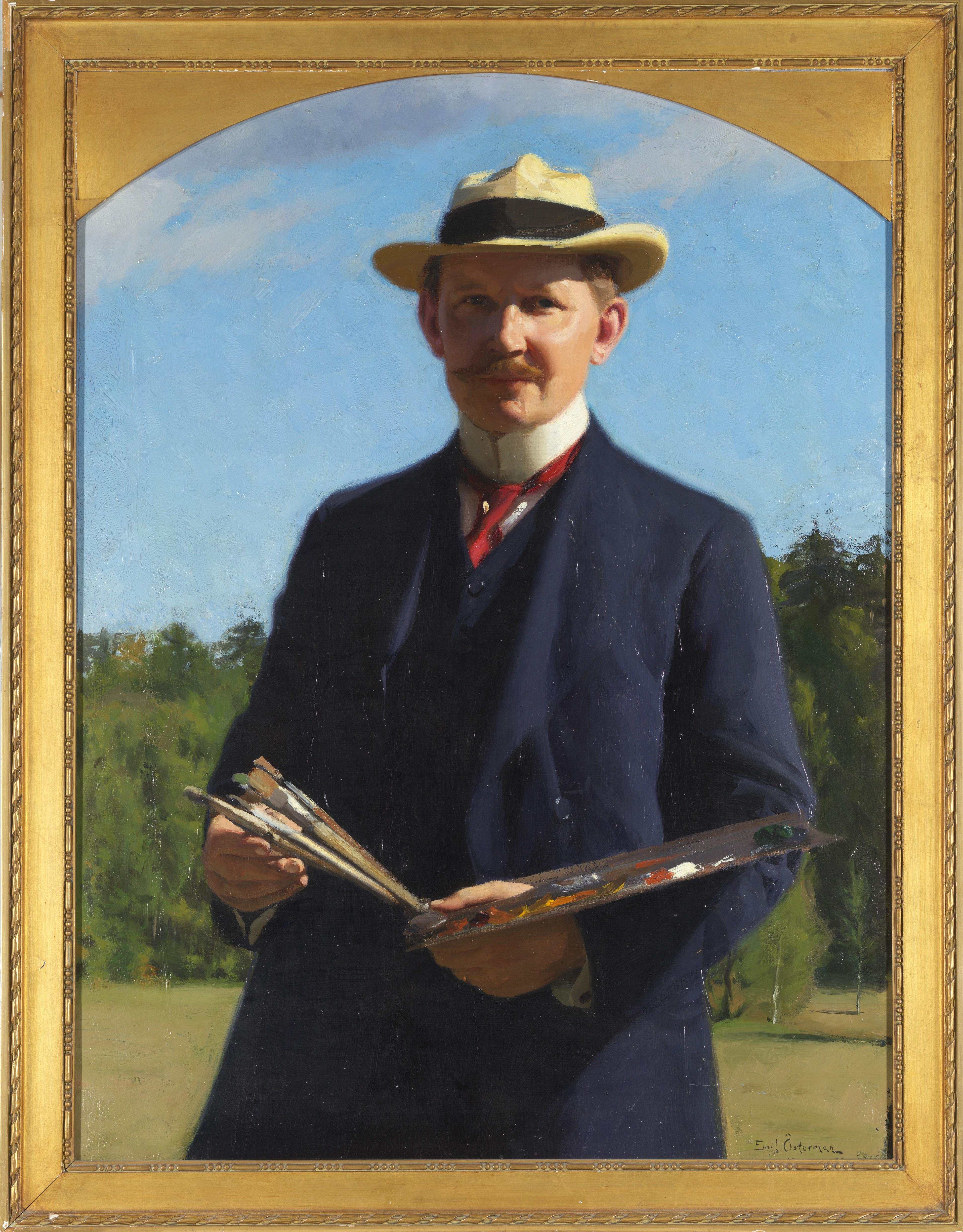
Självporträtt, 1911.
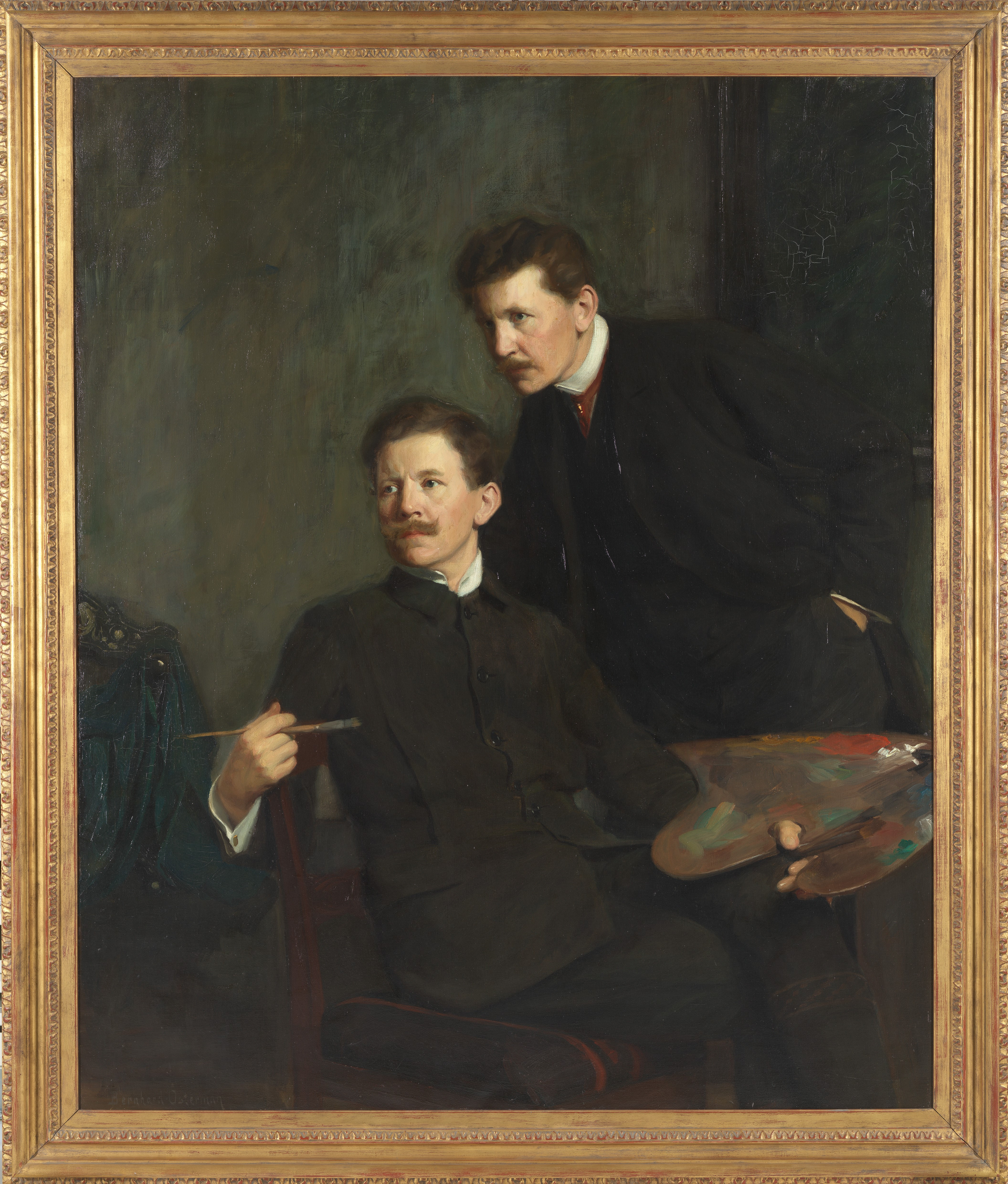
Dubbelporträtt med brodern Bernhard Österman, 1904.
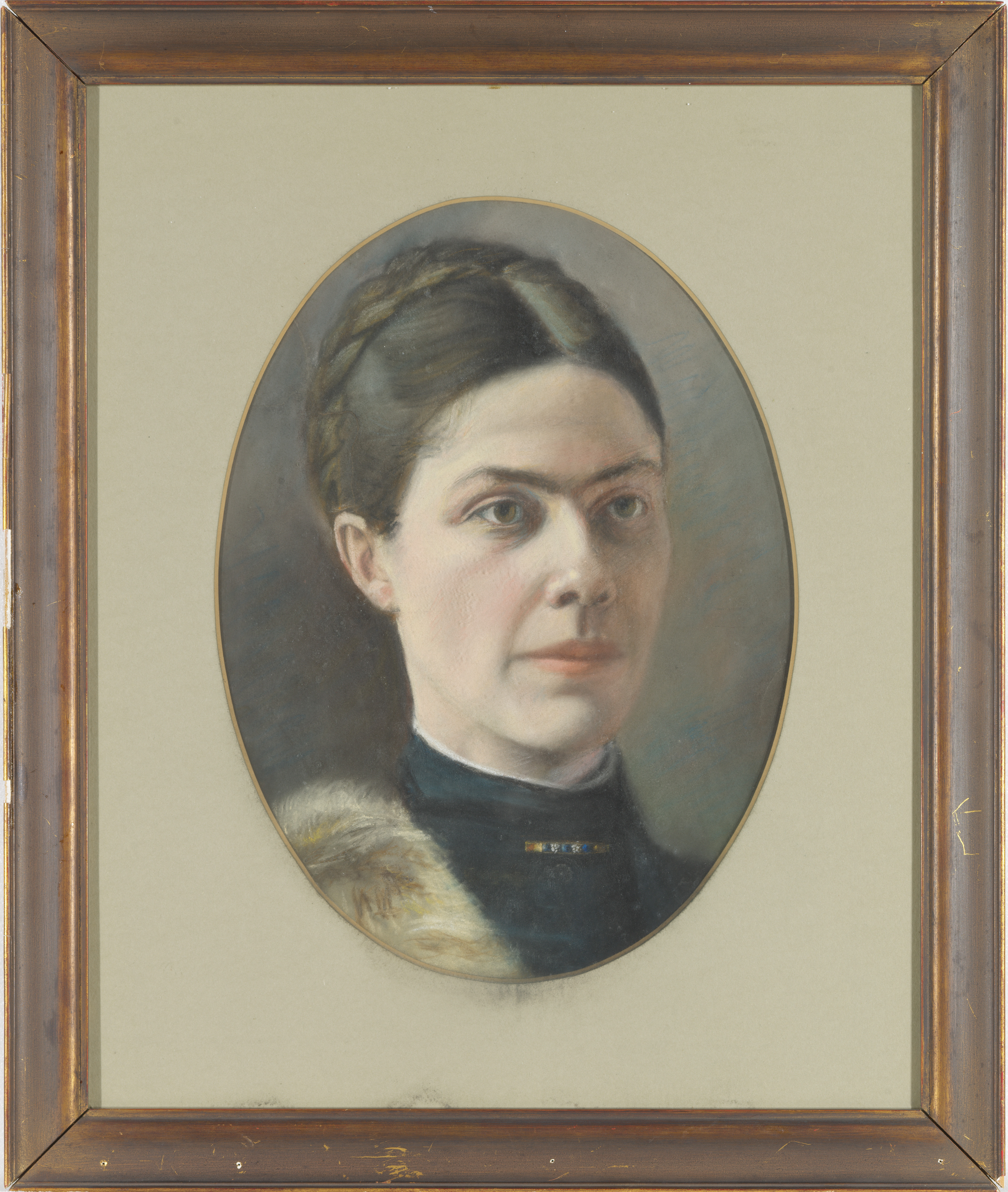
Pastell, Anna Lilliehöök f. Ekelund.
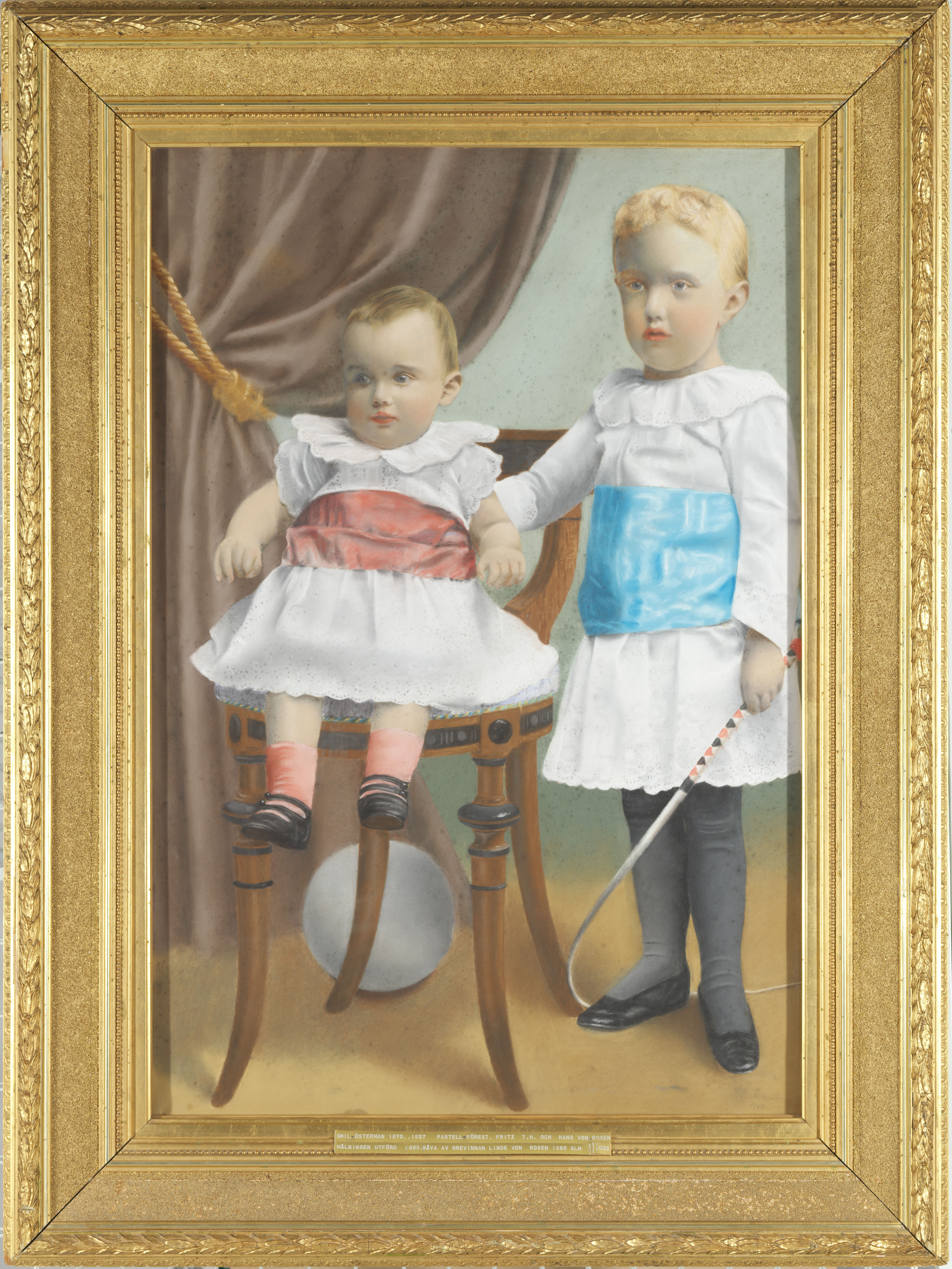
Porträtt, Fritz och Hans von Rosen, 1889.